# João-pinto-amarelo
Corrupião-amarelo ou joão-pinto-amarelo (Icterus nigrogularis) é uma espécie de ave da família Icteridae.

## Caracterização
O corrupião-amarelo mede entre 20 e 21 cm de comprimento e pesa aproximadamente 38 gramas. Apresenta plumagem amarela, com uma pequena máscara, garganta, asas e cauda negras. As asas apresentam bordas brancas e a íris é negra. A fêmea é levemente mais pálida que o macho e o juvenil possui coloração oliva, sem manchas negras na face.
Vive em pântanos e à beira de rios. Ocorre de Trinidad, Colômbia, Venezuela e Guianas até o norte do Brasil.
Alimenta-se de insetos, podendo incluir néctar e frutos em sua dieta. Constrói ninho de bolsa pendente, com aproximadamente 40 cm. Põem normalmente 3 ovos verde-pálidos ou cinzentos.